# Coluche
Coluche, eredeti nevén Michel Gérard Joseph Colucci (Párizs, 1944. október 28. – Cannes, 1986. június 19.), César-díjas francia színész, humorista, aki provokatív, pimasz hangnemével vitt új színt a francia humorba.
Nem vagyok újgazdag, régi szegény vagyok.

## Élete, munkássága

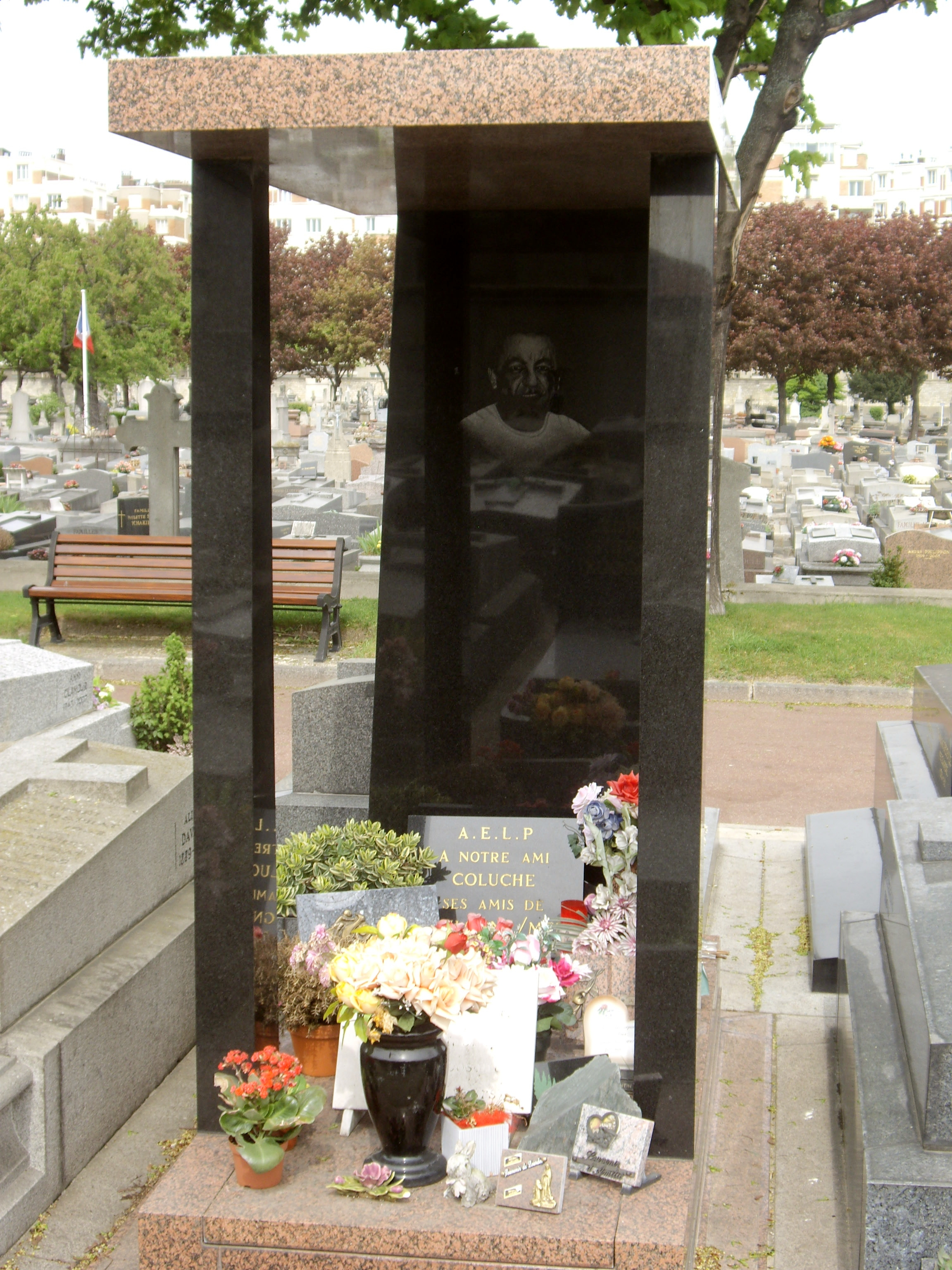
Coluche sírja a montrouge-i temetőben

Családja Észak-Olaszországból költözött át Franciaországba, apja szobafestő, anyja virágkötő volt. Apját korán elvesztette (1947), így őt és lánytestvérét anyja nevelte szerény jövedelméből. Gyermekkorát Párizs egyik déli peremvárosában, Montrouge-ban töltötte. A tanulás nem érdekelte, ezért csupán az elemi iskolát végezte el.
Volt postai távírász, fotós, zöldség- és gyümölcsárus, virágárus, felszolgáló, anyagmozgató, de valójában csak a szereplés, a zene és az előadó-művészet érdekelte. Együttesével kávéházak teraszán lépett fel, Boris Vian, Georges Brassens, Léo Ferré és főleg Yves Montand dalaival. 1968-ban kapta barátaitól a Coluche nevet.
1971-ben ismerte meg az újságírónak tanuló Véronique Kantort, akit 1975. október 16-án feleségül vett. Kapcsolatukból két fiúgyermek született: Romain (1972) és Marius (1976).
1981-ben elvált, depresszióba esett, inni és drogozni kezdett.
1986 júniusában előadásának előkészítésére utazott a Francia Riviérára, amikor két barátjával viszonylag kis sebességgel, de sisak nélkül motorozva a Cannes és Opio közötti kanyargós úton belehajtott egy teherautóba. Párizsban, a montrouge-i temetőben helyezték örök nyugalomra.
A 2004-ben felfedezett 170906 Coluche nevű kisbolygót róla nevezték el.

### Coluche, a színész
Tagja volt Romain Bouteille 1969-ben alapított társulatának, a Café de la Gare-nak; ide tartozott többek között Gérard Depardieu, Patrick Dewaere és Miou-Miou is. Rendkívül gyors népszerűségre tett szert, ezért a kabaréból egyenes út vezetett a filmezéshez.
Sokan szerették, csodálták, mások viszont ócsárolták a nyíltan provokátori szerepbe bújt személyt, aki népszerűségét felhasználva 1981-ben még a köztársasági elnöki székért folytatott küzdelembe is belevetette magát. A nyolcvanas évek elején versengtek érte a rádió- és tévécsatornák, ahol egyfajta „one man show”-t adott elő. Jellemző volt rá külvárosi zsargon, a durva beszéd, melyet büszkén vállalt: „Mindig durva, sosem vulgáris”.
Felismerve a média hatékonyságát, óriási avantgárd provokációt szervezett a homoszexuálisok házasságkötésének elismerése érdekében: 1985. szeptember 25-én a televízió-kamerák kereszttüzében kötött házasságot egy másik szertelen humoristával, Thierry Le Luron-nal.

### Coluche, a karitatív személyiség
Mivel maga is a hátrányos helyzetűek közül származott („Nem vagyok újgazdag, régi szegény vagyok”), és látta a francia segélyezési rendszer nehézkességét, az elesettekkel szembeni hatékonyság hiányát, „Les Restos du Cœur” (A Szív Éttermei) néven menedékhelyet alapított és adományokat gyűjtött a hajléktalanok számára. A ma is jól működő karitatív szervezet 1988-ban elérte, hogy a nemzetgyűlés külön „Coluche-törvényt” hozzon, melynek alapján az adományozók adójuk egy hányadát leírhatják.
Híres fellépő ruháját, a munkásoverallt az Emmaüs mozgalom adományozta neki, amikor egy jelentős összegű csekket adott át vezetőjüknek, Pierre abbénak, noha a két ember – Jacques Brel szavaival élve – „nem egy hajóban evezett, de egy kikötőbe tartott.”

### Coluche, a sportember
Imádta a motorsportokat, indult a Paris-Dakar versenyen is. 1985. szeptember 29-én megdöntötte az 1000 méteres sebességi motorozás világcsúcsát, melynek során 252,087 km/h sebességet ért el (Yamaha 750 OW31).

## Filmjei
- 1970 – Le pistonné, rendező: Claude Berri
- 1970 – Szamárbőr[12] (Peau d'âne), rendező: Jacques Demy
- 1971 – Madame êtes-vous libre?, rendező: Claude Heymann (tévéfilmsorozat)
- 1971 – Hadd keringőzzön[13] (Laisse aller… c'est une valse), rendező: Georges Lautner
- 1973 – Szalad, szalad a külváros (Elle court, elle court la banlieue), rendező: Gérard Pirès
- 1973 – L'an 01, rendező: Jacques Doillon
- 1973 – Themroc, rendező: Claude Faraldo
- 1973 – A nagy kóceráj (Le grand bazar), rendező: Claude Zidi
- 1973 – Alex, rendező: Jacques Ertaud (La ligne de démarcation tévéfilmsorozat 1 epizódja)
- 1975 – Salavin, rendező: André Michel (tévéfilm)
- 1975 – Les Nomades, rendező: Serge Friedman (La cloche tibétaine mini tévésorozat része)
- 1976 – Gyilkosság zárt ajtók mögött (Les vécés étaient fermés de l'intérieur), rendező: Patrice Leconte
- 1976 – Szárnyát vagy combját? (L'aile ou la cuisse), rendező: Claude Zidi
- 1977 – Drôles de zèbres, rendező: Guy Lux
- 1977 – Vous n'aurez pas l'Alsace et la Lorraine, rendező: Coluche
- 1980 – Gyanútlan gyakornok [14] (Inspecteur la bavure), rendező: Claude Zidi
- 1981 – Signé Furax, rendező: Marc Simenon
- 1981 – Törekvő tanerő (Le maître d'école), rendező: Claude Berri
- 1981 – Reporters, rendező: Raymond Depardon (dokumentumfilm)
- 1982 – Elle voit des nains partout !, rendező: Jean-Claude Sussfeld
- 1982 – Deux heures moins le quart avant Jésus-Christ, rendező: Jean Yanne
- 1983 – Titokban Hongkongban (Banzaï), rendező: Claude Zidi
- 1983 – A haverom nője (La femme de mon pote), rendező: Bertrand Blier
- 1983 – Viszlát, Pantin! (Tchao Pantin !), rendező: Claude Berri
- 1984 – A pajzán Dagobert király (Le Bon Roi Dagobert), rendező: Dino Risi
- 1984 – A tollaskígyó bosszúja (La vengeance du serpent à plumes), rendező: Gérard Oury
- 1985 – A gag királyai (Les rois du gag), rendező: Claude Zidi
- 1985 – Sac de nœuds, rendező: Josiane Balasko
- 1985 – A háború bolondja (Scemo di guerra) – 1985 – Dino Risi
- 1985 – Coluche 1-faux (tévésorozat)

## Díjai
- 1984 – César-díj a legjobb színésznek – Viszlát, Pantin!

## Fordítás
- Ez a szócikk részben vagy egészben  a   Coluche című francia Wikipédia-szócikk ezen változatának fordításán alapul.  Az eredeti cikk szerkesztőit annak laptörténete sorolja fel. Ez a jelzés csupán a megfogalmazás eredetét és a szerzői jogokat jelzi, nem szolgál a cikkben szereplő információk forrásmegjelöléseként.